# Сорока Юрій Васильович
Юрій Васильович Сорока (нар. 13 жовтня 1958; Ковель, Волинська область, УРСР)  — кінознавець та кінокритик, сценарист. Головний редактор Національної кіностудії художніх фільмів імені Олександра Довженка (2006—2008), головний редактор журналу «Українська культура» (2016—2018).
Також історик Визвольних змагань України ХХ століття, дослідник українського театру.
За визначенням критики — нонконформіст та реформатор.

## Життєпис
- 1981 — закінчив кінофакультет Київського державного інституту театрального мистецтва, дипломна робота  — «Фільм О.Довженка „Земля“.
- 1980 — спів-автор сценарію (разом з В.Семанівим), короткометражного фільму „Злодій“, що отримав приз за найкращу екранізацію на кінофестивалі „Амірані-80“ /Грузія/.
- 23 жовтня 1988 року зустрічався з Сергієм Параджановим і записав з ним інтерв'ю, „Параджанов сидить у тюрмі“, Або Рух в кіно по-більшовицькому».(«Новини кіноекрана» № 5 (371), травень, 1992 с.4-6).
- 1991—1993 — викладач теорії кінодраматургії та сценарної майстерності у Київському державному інституті театрального мистецтва ім. І.Карпенка-Карого, автор власної програми курсу кінодраматургії з елементами риторики, в якому фільм розглядався як висловлювання.
- 1993 — входив до команди міністра культури Івана Дзюби. Разом з Леонідом Череватенком намагався зберегти і реформувати вищий центральний орган управління кінематографією.
- Один з організаторів Державної премії ім. О. Довженка та Національного центру Олександра Довженка.
- 1993—1994 — головний спеціаліст відділу формування кінопрограм департаменту кінематографії Міністерства культури України, куратор УЕМТО «Дебют» к/с ім. О.Довженка.
- 1994—1995 — начальник відділу інформації, реклами і пропаганди фільмів департаменту кінематографії Міністерства культури України.
- 1996 — закінчив Академію державного управління при Президентові України (спеціалізація  — право), Тема магістерської роботи «Правове регулювання у сфері кінематографії»
- Стажувався у Великій Британії з питань взаємодії між урядом і мистецтвами, зокрема на всіх рівнях структури кінематографії Сполученого Королівства.
- 1997 — оповідання «Самогубство» увійшло до збірки «Опудало»,  — антології української прозової сатири, гумору, іронії 80  — 90-х років ХХ ст.
- 1996—1998 — головний спеціаліст Фонду сприяння місцевому самоврядуванню України при Президентові України, організатор (разом з В.Кравченко) першого в Україні загальнонаціонального спеціалізованого видання журналу «Місцеве самоврядування», редактор відділу.
- 1998—1999 — головний спеціаліст відділу міжнародних зв'язків Державного комітету інформаційної політики України, опікувався питаннями євроатлантичної інтеграції: зв'язками з ЄС, Радою Європи, експерт Робочої групи зі співпраці з НАТО.
- 1999—2000 — начальник відділу регіональних засобів масової інформації Державного комітету інформаційної політики України.
- 2000—2001 — перший експерт номінації кіносценаріїв Всеукраїнського конкурсу романів, п'єс та кіносценаріїв «Коронація слова».
- 2006—2008 — начальник відділу драматургії, головний редактор Національної кіностудії художніх фільмів імені Олександра Довженка.
- 2008 — звільнений з кіностудії ім. Довженка за спробу реалізувати кінопроєкт про Тараса Шевченка та послідовну українську редакторську політику.
- 2008 — сценарій Ю.Сороки «Біла скеля» (Сцени з життя Тараса Шевченка) відзначений дипломом Лауреата конкурсу «Коронація слова» в номінації «Кіносценарії».
- 2011—2012 — відповідальний секретар Фундації ім. О.Ольжича.
- 2011 — автор п'єси та сценарію «Зустрінемось у Києві! (Келих Теліги)».
- 2015 року отримав спеціальну відзнака від засновника книжкового Арсеналу, директора Мистецького Арсеналу Наталії Заболотної на конкурсі «Коронація слова» за сценарій до стрічки Таємниця фільму «Арсенал»[1]
- 2016—2018 — головний редактор журналу «Українська культура».

Автор інноваційного словника «Структурний словник сполучень української мови».